# Gerbille des dunes
Gerbillurus tytonis
Espèce
Statut de conservation UICN

 LC  : Préoccupation mineure
La Gerbille des dunes (Gerbillurus tytonis ou Gerbillurus (Paratatera) tytonis) est une espèce de gerbille de la famille des Muridés.

## Répartition
La Gerbille des dunes est endémique de l'ouest de la Namibie.